# Pleuractis granulosa
Pleuractis granulosa is een rifkoralensoort uit de familie van de Fungiidae. De wetenschappelijke naam van de soort is voor het eerst geldig gepubliceerd in 1879 door Klunzinger.